# Gonçalo de Faro Rollemberg
Gonçalo Accioli de Faro Rollemberg, primeiro e único barão de Japaratuba (1819 — Sergipe, 6 de outubro de 1879) foi um fazendeiro brasileiro, um dos principais produtores de cana-de-açúcar em Sergipe em meados do século XIX. Senhor de engenho da Murta, antigo "Flor da Murta", pertencente à mesma família desde o século XVII, portanto desde a época da célebre expulsão dos índios da missão de Japaratuba, em 1695, em Sergipe. O Engenho vizinho do Topo, pertenceu a sua filha D. Maria de Faro Rollemberg. D. Maria do Topo, é homônima de uma tia, irmã do Barão de Japaratuba, cognominada de Solarenga Sinhá do São Joaquim, sem descendência, com a qual é confundida eventualmente na literatura.
Filho de Manuel Rollemberg de Azevedo e neto de Gonçalo Pais de Azevedo e de Antônia Caldas de Moura Accioli, irmã do Marechal José Inácio Accioli de Vasconcelos Brandão. Descende de Manuel Rollemberg, senhor de engenho nos anos de 1760, em Sergipe d'El-Rey, e de outro Manuel Rollemberg, senhor de engenho nos anos de 1670, em Maruim. Foi enteado de João Gomes de Melo (quando do falecimento de seu pai na década de 1830, a viúva consorcia-se com o Barão de Maruim).
Casado em primeiras núpcias com Bernardina do Prado e, em segundas com Maria Leite Sampaio, quatro de seus filhos foram: José de Faro Rollemberg, político, Ana de Faro Rollemberg e, como referido acima, Maria de Faro Rollemberg, conhecida como dona Maria do Topo, casada com seu primo Manuel Rollemberg de Menezes - filho de Semeão Telles de Menezes - e mãe do senador Gonçalo de Faro Rollemberg e Manoel Rollemberg Leite Sampaio, Médico formado pela Faculdade de Medicina da Cidade da Bahia em 1886.

## Títulos nobiliárquicos
Recebeu a comenda da Imperial Ordem de Cristo e a dignitária da Imperial Ordem da Rosa.
Barão de Japaratuba
Título conferido por decreto imperial em 14 de março de 1860, referendado por João de Almeida Pereira Filho.